# Banahatti, Nargund
Banahatti là một làng thuộc tehsil Nargund, huyện Gadag, bang Karnataka, Ấn Độ.